# Lorentzovská kovariance
V relativistické fyzice Lorentzova symetrie, pojmenovaná po Hendriku Lorentzovi, je rovnost pozorování neboli pozorovací symetrie díky speciální relativitě implikující, že fyzikální zákony zůstanou stejné pro všechny pozorovatele, kteří se pohybují vůči sobě uvnitř inercialní vztažné soustavy. Také se popisuje jako “rys přírody, který říká, že experimentální výsledky jsou nezávislé na orientaci nebo zvýšení rychlosti laboratoře v prostoru”.
Lorentzovská kovariance, příbuzný koncept, je základní vlastností časoprostorové variety. Lorentzova kovariance má dva odlišné, ale úzce související významy:
1. O fyzikální veličině se říká, že je lorentzovsky kovariantní, jestliže je transformována pod danou reprezentací Lorentzovy grupy. Podle teorie reprezentace Lorentzovy grupy, tyto kvantity jsou složeny ze skalárů, čtyři-vektorů, čtyři-tenzorů a spinorů. Zvláště lorentzovsky kovariantní skalár (např., časoprostor) zůstane stejný při Lorentzově transformaci a jde říci, že je lorentzovsky invariantní (tj. transformují pod triviální reprezentací).
2. O rovnici se řekne, že je lorentzovsky kovariantní, jestliže může být zapsána v termínech lorentzovské kovariance množství (matoucí, někdo zde používá termín invariant). Klíčovou vlastností těchto rovnic je, že pokud jsou platné v jedné inerciální vztažné soustavě, platí ve všech inerciálních vztažných soustavách; to vyplývá z výsledku, že pokud všechny části tenzoru zmizí v jednom snímku, tak zmizí v každém snímku. Tato podmínka je požadavkem podle principu relativity ; tj. všechny negravitační zákony musí dávat stejné předpovědi pro identické experimenty probíhající ve stejném prostoročasu události ve dvou různých inerciálních vztažných soustavách rámcích.

Na varietě pojmy kovariantní a kontravariantní odkazují na to, jak se objekty transformují při obecných transformacích souřadnic. Kovariantní i kontravariantní čtyřvektory mohou být lorentzovsky kovariantní veličiny.
Místní lorentzovská kovariance, která vyplývá z obecné teorie relativity, odkazuje na lorentzovskou kovarianci, která se v každém bodě uplatňuje pouze lokálně v nekonečně malé oblasti prostoročasu. Tento koncept je zobecněn tak, aby zahrnoval Poincarého grupu a Poincarého invariant.